# Åkervädd
 Åkervädd, Knautia arvensis (L) Duby, är en lilafärgad blomma i familjen väddväxter.

## Synonymer

### Vetenskapliga
- Scabiosa arvensis L
- Trichera arvensis (L) Schrad

### Svenska
- Blåhattar i Dala-Floda [1] 
(I Södermanland används dock detta namn för blåklint, Centaurea cyanus.)

## Utseende
Åkervädd har en relativt stor och platt blomkorg. Blomkronan är också ganska stor särskilt på de yttersta blommorna i blomkorgen. På detta sätt uppkommer en motsats mellan mittblommor och kantblommor. De senares krona är olikbladig genom att brämet är starkast utvecklat mot korgen. Det inre blomfodret har hos denna art ett ganska stort antal strålar.

## Utbredning ochHabitat
Åkerväddar har större utbredning och är vanligare än ängsväddar och växer ofta i stor mängd på till exempel torrängar, åkerrenar och vägkanter. Dess underjordiska del är längre än hos ängsväddar för den omfattar förutom vertikaljordstammen även den kvarlevande lodräta pålroten. Örtståndet blir mer än meterhögt, och i full blomning (högsommaren) bidrar denna art i hög grad till ängsbackarnas brokiga fägring, men dess förekomst visar att marken är mager och dålig.
Åkerväddens blommor är proterandriska (ståndarna mognar före pistillen). Dess korgar besöks mycket talrikt av många slags insekter.

## Användning
De späda rosettbladen på våren är ätliga, och kan tillagas ungefär som kål. 

## Etymologi
Arvensis kommer från latin arvum = "åker", med anledning av den vanligaste växtplatsen.

## Externa länkar

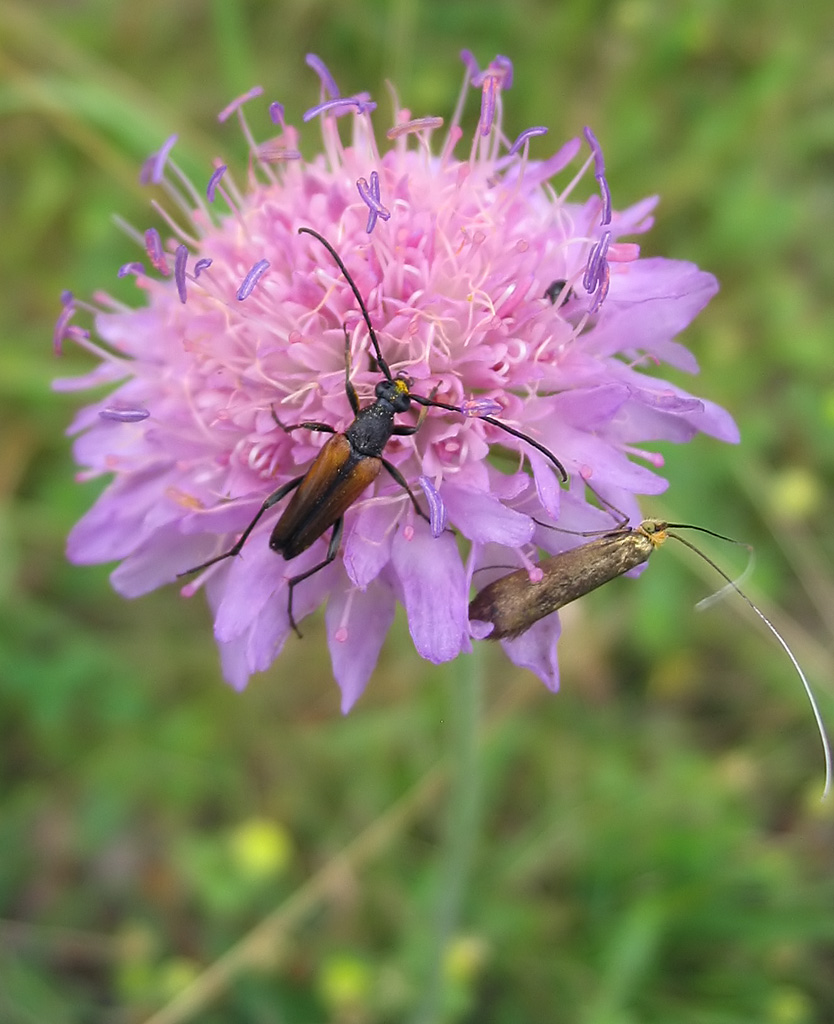
Blomställning med besökare.